# لاپیه
لاپیه (انگلیسی: Lapierre) شرکت دوچرخه‌سازی فرانسوی است، که در سال ۱۹۴۶ تأسیس شد.